# Gymnobucco
Gymnobucco is een geslacht van vogels uit de familie Afrikaanse baardvogels (Lybiidae).

## Soorten
Het geslacht kent de volgende vier soorten:
- Gymnobucco bonapartei –  Grijskeelborstelneus
- Gymnobucco calvus –  Kaalkopbaardvogel
- Gymnobucco peli – Pels borstelneus
- Gymnobucco sladeni –  Sladens borstelneus